# 사영 스펙트럼
대수기하학에서 사영 스펙트럼(射影spectrum, 영어: projective spectrum)은 등급환으로부터 스킴을 만드는 한 방법이다.:76–77 이를 다항식들의 등급환에 적용하면 통상적인 사영 공간을 얻는다. 기호는 Proj(R).

## 정의
가환환 {\displaystyle R} 위에 자연수 등급이 주어져 등급환
{\displaystyle R=\bigoplus _{i=0}^{\infty }R_{i}=R_{0}\oplus R_{1}\oplus R_{2}\oplus \dotsb }
을 이룬다고 하자. (즉, 등급 가환이 아니라 가환이다.) 이 등급환의 무관 아이디얼 {\displaystyle \textstyle R_{+}=\bigoplus _{i=1}^{\infty }R_{i}}을 생각하자. 그렇다면,  {\displaystyle R}의 사영 스펙트럼 {\displaystyle \operatorname {Proj} R}는 집합으로서 다음 조건들을 만족시키는 {\displaystyle R}의 소 아이디얼 {\displaystyle {\mathfrak {a}}}들의 집합이다.
1. 동급이다. 즉, 임의의 {\displaystyle r\in {\mathfrak {a}}}에 대하여, 그 성분들을 {\displaystyle r_{i}\in R_{i}}라고 하면, {\displaystyle \forall i\in \mathbb {N} \colon r_{i}\in {\mathfrak {a}}}이다.
2. 무관 아이디얼을 부분 집합으로 포함하지 않는다. 즉, {\displaystyle R_{+}\not \subseteq {\mathfrak {a}}}이다.

여기서 두 번째 조건은 (고전적) 사영 공간에서 무관 아이디얼을 포함하는 아이디얼의 영점의 집합은 공집합이기 때문이다.

### 자리스키 위상
{\displaystyle \operatorname {Proj} R}에 다음과 같은 자리스키 위상을 주어, 위상 공간으로 만든다. {\displaystyle \operatorname {Proj} R}의 열린집합들은 다음과 같은 꼴의 부분 집합들로 이루어진다. {\displaystyle R}의 임의의 동급 아이디얼 {\displaystyle {\mathfrak {a}}}에 대하여,
{\displaystyle U({\mathfrak {a}})=\{{\mathfrak {b}}\in \operatorname {Proj} R|b\not \subset {\mathfrak {a}}\}\subset \operatorname {Proj} R}
이다. 이들은 위상 공간의 공리들을 만족시킴을 쉽게 확인할 수 있다.

### 구조층
{\displaystyle \operatorname {Proj} R}에 다음과 같은 가환환 값의 층 {\displaystyle {\mathcal {O}}}를 주어, 환 달린 공간으로 만들 수 있다. 임의의 열린 집합 {\displaystyle U}에 대하여, {\displaystyle {\mathcal {O}}(U)}는 다음과 같은 두 성질들을 만족시키는 함수들
{\displaystyle f\colon {\mathcal {O}}(U)\to \bigcup _{{\mathfrak {p}}\in U}R_{\mathfrak {p}}}
이 이루는 가환환이다. 여기서 {\displaystyle S\subset R\setminus {\mathfrak {p}}}를 {\displaystyle {\mathfrak {p}}}의 원소가 아닌 모든 동급 원소들의 부분 집합이라고 하면, {\displaystyle R_{({\mathfrak {p}})}}는 {\displaystyle R}의 {\displaystyle S}에서의 국소화이다. 모든 {\displaystyle {\mathfrak {p}}\in U}에 대하여,
1. {\displaystyle f({\mathfrak {p}})\in R_{({\mathfrak {p}})}}
2. {\displaystyle {\mathfrak {p}}}는 국소적으로 동급 원소들의 비이다. 즉, 근방 {\displaystyle {\mathfrak {p}}\in V\subset U}가 존재하여, 모든 {\displaystyle {\mathfrak {q}}\in V}에 대해서 다음 두 조건을 만족시키는 원소 {\displaystyle r,s\in R}가 존재한다.
  1. {\displaystyle f({\mathfrak {q}})=r/s}
  2. {\displaystyle r}와 {\displaystyle s}는 둘 다 동급 원소이며, 그 등급이 서로 같다. 즉, {\displaystyle r,s\in R_{i}}인 {\displaystyle i\in \mathbb {N} }이 존재한다.
  3. {\displaystyle s\not \in {\mathfrak {q}}}.

이렇게 층을 주면, {\displaystyle \operatorname {Proj} R}는 스킴의 구조를 이루는 것을 보일 수 있다.

### 사영 스펙트럼 위의 가군층
등급환 {\displaystyle R} 위에 등급 가군 {\displaystyle M}이 주어졌다고 하자. 그렇다면 사영 스펙트럼의 정의와 유사하게, {\displaystyle \operatorname {Proj} R} 위의 가군층 {\displaystyle {\tilde {M}}}을 정의할 수 있다. 구체적으로, 임의의 열린집합 {\displaystyle U}에 대하여, {\displaystyle {\mathcal {O}}_{\tilde {M}}(U)}는 다음과 같은 두 성질들을 만족시키는 함수들
{\displaystyle f\colon {\mathcal {O}}_{\tilde {M}}(U)\to \bigcup _{{\mathfrak {p}}\in U}M_{\mathfrak {p}}}
이 이루는 가환환이다. 여기서 {\displaystyle S\subset R\setminus {\mathfrak {p}}}를 {\displaystyle {\mathfrak {p}}}의 원소가 아닌 모든 동급 원소들의 부분 집합이라고 하면, {\displaystyle M_{({\mathfrak {p}})}}는 {\displaystyle M}의 {\displaystyle S}에서의 국소화이다. 모든 {\displaystyle {\mathfrak {p}}\in U}에 대하여,
1. {\displaystyle f({\mathfrak {p}})\in M_{({\mathfrak {p}})}}
2. {\displaystyle {\mathfrak {p}}}는 국소적으로 동급 원소들의 비이다. 즉, 근방 {\displaystyle {\mathfrak {p}}\in V\subset U}가 존재하여, 모든 {\displaystyle {\mathfrak {q}}\in V}에 대해서 다음 두 조건을 만족시키는 원소 {\displaystyle m\in M}, {\displaystyle s\in R}가 존재한다.
  1. {\displaystyle f({\mathfrak {q}})=m/s}
  2. {\displaystyle m}과 {\displaystyle s}는 동급 원소이며, 그 등급이 서로 같다. 즉, {\displaystyle m\in M_{i}}, {\displaystyle s\in R_{i}}인 {\displaystyle i\in \mathbb {N} }이 존재한다.
  3. {\displaystyle s\not \in {\mathfrak {q}}}.

특히, {\displaystyle R} 자체를 {\displaystyle R}의 등급 가군으로 간주하면, {\displaystyle {\tilde {R}}}는 {\displaystyle \operatorname {Proj} R}의 구조층이다.
임의의 등급 가군 {\displaystyle \textstyle M=\bigoplus _{i}M_{i}}가 주어지면, 임의의 정수 {\displaystyle l\in \mathbb {Z} }에 대하여 그 뒤틀림(twist) {\displaystyle M(l)}은
{\displaystyle M(l)_{i}=M_{i+l}}
인 등급 가군이다. 즉, 등급을 단순히 {\displaystyle l}만큼 이동시킨 것이다. 이 연산을 층에 정의하면, 층 {\displaystyle {\tilde {M}}}의 뒤틀림 {\displaystyle {\tilde {M}}(l)}을 정의할 수 있다. 구조층 {\displaystyle {\tilde {R}}={\mathcal {O}}}의 뒤틀림 {\displaystyle {\mathcal {O}}(1)}은 세르 뒤틀림 층(영어: Serre twisting sheaf)이라고 한다. 이는 항상 가역층이며, 장피에르 세르의 이름을 딴 것이다.

### 대역적 사영 스펙트럼
다음 데이터가 주어졌다고 하자.
- 스킴 {\displaystyle (X,{\mathcal {O}}_{X})}
- {\displaystyle {\mathcal {O}}_{X}}-준연접층들의 족  {\displaystyle ({\mathcal {S}}_{i})_{i\in \mathbb {N} }}. 또한, {\displaystyle \textstyle {\mathcal {S}}=\bigoplus _{i\in \mathbb {N} }{\mathcal {S}}_{i}}로 놓자.
- 각 열린집합 {\displaystyle U\in \operatorname {Open} (X)}에 대하여, {\displaystyle \textstyle \bigoplus _{i\in \mathbb {N} }\Gamma (U,{\mathcal {S}}_{i})} 위의 {\displaystyle \mathbb {N} }-등급 {\displaystyle {\mathcal {O}}_{X}(U)}-결합 대수 구조

그렇다면, 각 아핀 열린집합 {\displaystyle U\subseteq X}에 대하여 다음과 같은 스킴을 정의하자.
{\displaystyle Y_{U}=\operatorname {Proj} \Gamma (U,{\mathcal {S}})}
이제, 자연스러운 스킴 사상
{\displaystyle \pi _{U}\colon Y_{U}\to U}
이 존재한다. (이는 {\displaystyle \Gamma (U,{\mathcal {S}})}가 {\displaystyle {\mathcal {O}}_{X}(U)}-등급 대수이기 때문이다.) 이에 따라, 위 스킴 사상들을 통해 {\displaystyle \pi _{U}}들을 짜깁기할 수 있다. 이렇게 하여 얻는 스킴을 대역적 사영 스펙트럼(大譯的射影spectrum영어: global projective spectrum) 또는 상대 사영 스펙트럼(相對射影spectrum, 영어: relative projective spectrum) {\displaystyle \operatorname {\underline {Proj}} {\mathcal {S}}}라고 한다. (이 단계에서 준연접층 조건이 필요하다.)

## 성질
{\displaystyle \operatorname {Proj} R}의 구조층 {\displaystyle {\mathcal {O}}}의 {\displaystyle {\mathfrak {p}}\in \operatorname {Proj} R}에서의 줄기 {\displaystyle {\mathcal {O}}_{\mathfrak {p}}=R_{({\mathfrak {p}})}}이다.:76 여기서 {\displaystyle R_{({\mathfrak {p}})}}는 {\displaystyle {\mathfrak {p}}}의 원소가 아닌 동급 원소들에 대한 국소화다. 이러한 환은 항상 국소환이다.

### 함자성의 실패
아핀 스펙트럼은 가환환의 범주의 반대 범주에서 스킴의 범주로 가는 함자를 이룬다. 반면, 사영 스펙트럼은 함자를 이루지 않는다. 즉, 등급환 사이의 등급 준동형은 일반적으로 그 사영 스펙트럼 사이의 스킴 사상을 정의할 필요가 없다.
다만, 가환 등급환 {\displaystyle R}의 동차 아이디얼 {\displaystyle {\mathfrak {i}}}이 주어졌을 때, 몫 사상 {\displaystyle R\to R/{\mathfrak {i}}}는 사영 스펙트럼 사이의 닫힌 몰입
{\displaystyle \operatorname {Proj} {\frac {R}{\mathfrak {i}}}\to \operatorname {Proj} R}
을 정의한다.:100, §Ⅲ.2.2
아핀 스펙트럼의 경우 서로 다른 아이디얼은 서로 다른 닫힌 부분 스킴에 대응하지만, 사영 스펙트럼의 경우 서로 다른 동차 아이디얼이 같은 닫힌 부분 스킴에 대응될 수 있다.:100, §Ⅲ.2.2, Exercise Ⅲ-15 예를 들어, 체 {\displaystyle K}에 대한 사영 공간 {\displaystyle \operatorname {Proj} K[x_{0},x_{1},\dotsc ,x_{n}]}에 대하여, 임의의 동차 아이디얼 {\displaystyle {\mathfrak {i}}}가 주어졌을 때, {\displaystyle {\mathfrak {i}}}와 {\displaystyle \textstyle \sum _{n\geq N}{\mathfrak {i}}_{n}}은 같은 닫힌 부분 스킴을 정의한다 ({\displaystyle N\geq 0}은 임의의 자연수).

## 예

### 자명한 사영 스펙트럼
임의의 (단위원을 가진) 가환환 {\displaystyle R}이 주어지면, 여기에 모든 등급을 0으로 매겨 이를 자명한 등급환으로 취급할 수 있다. 이는 0개의 변수를 가지는 다항식환 {\displaystyle R\cong R[]}이다. 이 등급환의 사영 스펙트럼(즉, 0차원 사영 공간 {\displaystyle \mathbb {P} _{R}^{0}})은 공집합이다. 이는 무관 아이디얼이 영 아이디얼 {\displaystyle R_{+}=(0)}이며, 이는 모든 아이디얼의 부분 아이디얼이기 때문이다.
보다 일반적으로, 등급환 {\displaystyle \textstyle R=\bigoplus _{i\in \mathbb {N} }R_{i}}에 대하여 다음 두 조건이 서로 동치이다.:80
- 사영 스펙트럼이 공집합이다. 즉, {\displaystyle \operatorname {Proj} R=\varnothing }이다.
- {\displaystyle \textstyle R_{+}\subseteq {\sqrt {(0)}}}이다. 즉, {\displaystyle R_{+}}의 모든 원소가 멱영원이다.

### 사영 공간
{\displaystyle K}가 (단위원을 가진) 가환환이라고 하자. 그렇다면 {\displaystyle K}에 대한 n차원 사영 공간 {\displaystyle \mathbb {P} _{K}^{n}}은 등급환 {\displaystyle K[x_{0},x_{1},\dots ,x_{n}]}의 사영 스펙트럼이다.:77
사영 공간 {\displaystyle \mathbb {P} _{K}^{n}=\operatorname {Proj} K[x_{0},x_{1},\dots ,x_{n}]}의 경우, 세르 뒤틀림 층 {\displaystyle {\mathcal {O}}(1)}의 단면은 1차 동차다항식
{\displaystyle \sum _{i}c_{i}x_{i}}
의 꼴의 함수들이다. 즉, 세르 뒤틀림 층은 일종의 좌표들의 층으로 볼 수 있다. 이 경우, 세르 뒤틀림 층은 가역층이고, 그 역은 사영 공간의 표준 선다발이다.
특히, 0차원 사영 공간은 아핀 스펙트럼과 같다. 즉, 임의의 가환환 {\displaystyle K}에 대하여
{\displaystyle \operatorname {Proj} K[x]=\operatorname {Spec} K}
이다.

### 준연접층에 대응되는 대역적 사영 스펙트럼
다음이 주어졌다고 하자.
- 스킴 {\displaystyle (X,{\mathcal {O}}_{X})}
- {\displaystyle {\mathcal {O}}_{X}}-준연접층 {\displaystyle {\mathcal {E}}}

그렇다면, 대칭 대수의 층
{\displaystyle \operatorname {\underline {Sym}} _{{\mathcal {O}}_{X}}({\mathcal {E}})\colon U\mapsto \operatorname {Sym} _{{\mathcal {O}}_{X}(U)}\Gamma (U,{\mathcal {E}})}
및 이에 대응하는 대역적 사영 스펙트럼
{\displaystyle \operatorname {\underline {Proj}} \left(\operatorname {\underline {Sym}} _{{\mathcal {O}}_{X}}({\mathcal {E}})\right)=\mathbb {P} ({\mathcal {E}})}
를 정의할 수 있다.
특히, 만약 추가로 {\displaystyle {\mathcal {E}}}가 유한 생성 가군층일 때, 만약 어떤 닫힌 몰입 {\displaystyle \iota }에 대하여
{\displaystyle Y{\xrightarrow {\iota }}\mathbb {P} ({\mathcal {E}})\to X}
의 꼴로 분해될 수 있는 스킴 사상 {\displaystyle Y\to X}를 사영 사상(射影寫像, 영어: projective morphism)이라고 한다.

## 같이 보기
- 사영 공간
- 사영 공간의 대수 기하학